# Роккафьорита
Роккафьорита (итал. Roccafiorita) — коммуна в Италии, располагается в регионе Сицилия, в провинции Мессина.
Население составляет 254 человека (2008 г.), плотность населения составляет 254 чел./км². Занимает площадь 1 км². Почтовый индекс — 98030. Телефонный код — 0942.
Покровителями коммуны почитаются Пресвятая Богородица (Madonna dell'Aiuto), празднование в последнее воскресение августа, и святой Иосиф.

## Демография
Динамика населения:

## Администрация коммуны
- Официальный сайт: https://web.archive.org/web/20060809072637/http://www.comunediroccafiorita.it/